# Pieśń Carli
Pieśń Carli (ang. Carla's Song) – brytyjsko-niemiecko-hiszpański melodramat z 1996 roku w reżyserii Kena Loacha. Zdjęcia kręcono w Glasgow oraz w Nikaragui.

## Fabuła
Kierowca autobusu, George Lennox, usiłuje pomóc spotkanej w Glasgow Carli, imigrantce z Nikaragui. Kiedy zostają parą, udają się razem do jej ojczyzny w celu stawienia czoła traumom z jej naznaczoną wojną przeszłości.

## Główne role
- Robert Carlyle – George Lennox
- Oyanka Cabezas – Carla
- Scott Glenn – Bradley
- Salvador Espinoza – Rafael
- Louise Goodall – Maureen
- Richard Loza – Antonio
- Gary Lewis – Sammy

## Nagrody i wyróżnienia
- 1997: nominacja BAFTA: Nagroda im. Alexandra Kordy dla najwybitniejszego brytyjskiego filmu roku (Ken Loach, Sally Hibbin)[1]